# Maureen Johnson
Maureen Johnson (Filadelfia ,16 de febrero de 1973) es una autora estadounidense de literatura juvenil. Sus novelas publicadas incluyen títulos líderes de series como 13 Little Blue Envelopes, The Name of the Star, Truly Devious y Suite Scarlett . Entre las obras de Johnson se encuentran colaboraciones como Let It Snow, una novela romántica navideña de historias entrelazadas coescritas con John Green y Lauren Myracle, y una serie de novelas que se encuentran en las antologías más vendidas del New York Times The Bane Chronicles, Tales from the Shadowhunter Academy y Fantasmas del mercado de las sombras.

## Biografía
Johnson nació en Filadelfia y asistió a una escuela de secundaria católica para niñas. Se graduó de la Universidad de Delaware en 1995 con una licenciatura en inglés. Trabajó más tarde como gerente literaria de una compañía de teatro de Filadelfia, camarera en un restaurante temático, de secretaria, de camarera en Piccadilly y artista ocasional en la ciudad de Nueva York . Estudió escritura y dramaturgia teatral en la Universidad de Columbia, donde recibió su master en bellas artes.
Johnson vive en la ciudad de Nueva York. Se describe a sí misma como vegetariana desde 1994, y con frecuencia ha compartido su amor por la cocina vegana y vegetariana a través de publicaciones de blog y tuits.

Soy vegetariano de Filadelfia, lo que significa que me paso la vida tratando de hacer un sándwich de bistec vegetariano

El 23 de junio de 2018, Johnson se casó en el Central Park, Nueva York, en el Ladies Pavilion. La recepción se llevó a cabo poco después en Housing Works, una librería sin fines de lucro y un espacio para eventos cuya misión es poner fin a la doble crisis de las personas sin hogar y el SIDA . Reflexionando sobre la experiencia en Twitter, escribió que no había mejor lugar para tener una fiesta el fin de semana del Orgullo.

## Literatura

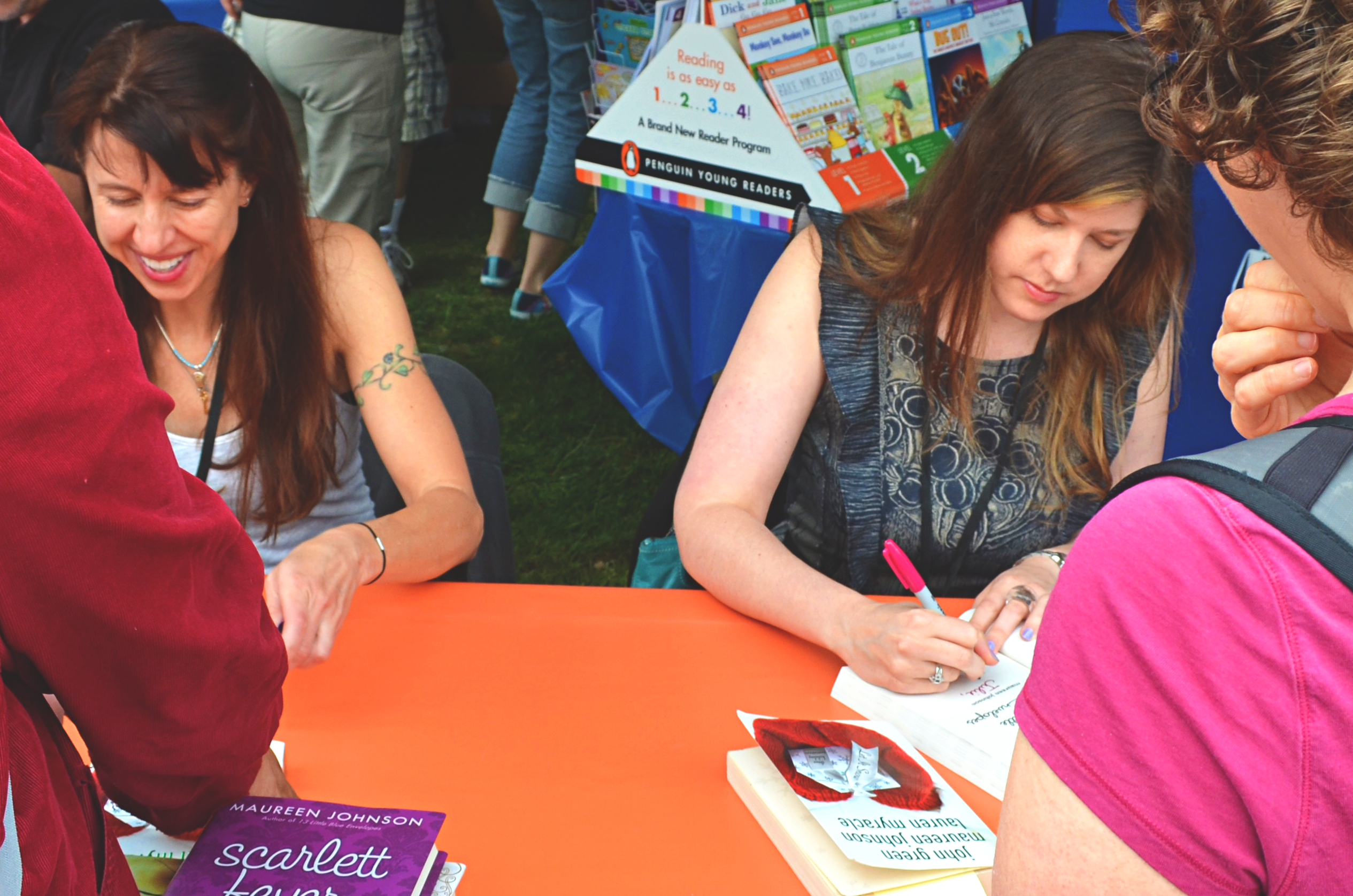
Johnson, a la derecha, junto con la autora Lauren Myracle a la izquierda mientras firmaba en el LA Times Festival of Books en 2012.

En mayo de 2004 su primera novela, The Key to the Golden Firebird, fue publicada por HarperTeen, Centrada en temas de dolor y resistencia y ambientada en los suburbios de Filadelfia un año después de su fallecimiento, la novela muestra a tres hermanas de diferentes edades mientras procesan y llegan a comprender individualmente la muerte de su padre y sus caminos por delante. Entró en el mercado durante un resurgimiento del interés popular por el género de ficción para adultos jóvenes. En 2005, recibió críticas destacadas de School Library Journal y Booklist.
En octubre de 2004 la segunda novela publicada de Johnson, The Bermudez Triangle (luego reeditada como On the Count of Three en 2013). Siguiendo a tres estudiantes del último año de secundaria que han sido mejores amigos desde la infancia, Nina, Avery y Melanie, dos de los cuales han estado saliendo en secreto desde el verano, The Bermudez Triangle explora la complejidad de las relaciones y la identidad propia, desde la naturaleza cambiante de los lazos., a las experiencias tanto del amor y la atracción platónicos, como a los dones y dificultades de los primeros romances. 
Fue seleccionada como una selección de Book Sense Pick de invierno de 2004, así como incluido en la lista «Libros para adolescentes de 2006» de la Biblioteca Pública de Nueva York, y en la lista GLTBQ de Libros en rústica populares para jóvenes adultos de la Asociación Estadounidense de Bibliotecas.
En agosto de 2005, HarperTeen publicó 13 Little Blue Envelopes. Una serie, la historia sigue a Virginia (Ginny) Blackstone, de diecisiete años, mientras se embarca en un viaje por Europa siguiendo una serie de instrucciones que le han dejado en las cartas de su amada y autoproclamada «tía fugitiva» Peg. aviso de su fallecimiento. Aunque está escrita en el estilo de la ficción realista contemporánea por la que se conoce gran parte de su trabajo anterior, la propia Johnson ha dicho que considera que la aventura de Ginny es «un poco de cuento de hadas» y ha citado la canción «Charmed Life» de Irish. al artista Neil Hannon de La Divina Comedia por su semejanza con el espíritu con el que se escribió la novela. La segunda novela, The Last Little Blue Envelope, se publicó más tarde en abril de 2011.
Devilish, la cuarta novela de Johnson, se publicó en septiembre de 2006. Ambientada en una escuela preparatoria en Rhode Island donde «el alambre de púas mantiene a los niños fuera y las antiguas monjas mantienen a las niñas dentro«, Devilish sigue las tribulaciones de dos estudiantes de último año, Jane y Allison (Ally), mientras experimentan trastornos aparentemente sobrenaturales dentro de su amistad y año escolar, culminando en lo que parece ser una batalla por el alma de Ally. Marcando la primera salida completa de Johnson de la ficción realista contemporánea, Devilish fue nominado en 2007 para el Premio Norton Andre, que celebra la excelencia en YA ciencia ficción y la fantasía escritura de la novela.
En mayo de 2007, HarperTeen publicó Girl at Sea. La novela sigue los intentos de Clio Ford, de diecisiete años, de aprovechar al máximo su repentina expulsión de su hogar durante el verano en busca de un misterioso tesoro en el extranjero. Ubicado principalmente a bordo de un yate de segunda mano en algún lugar en medio del Mediterráneo a instancias de su padre, explora la perspectiva de Clio mientras lucha con los primeros encaprichamientos románticos, se sumerge en el mar entre naufragios y navega por una serie de nuevas relaciones y situaciones.
La sexta novela de Johnson y el comienzo de su segunda serie, Suite Scarlett, se publicó en mayo de 2008. Explora la vida de Scarlett Martin, que acaba de cumplir quince años, cuya familia reside y dirige personalmente el hotel Hopewell. Descrito como un pequeño «joyero de hotel» construido a la altura del estilo Art Deco en el corazón del Upper East Side de Manhattan, el Hopewell es una institución local que necesita tanto reparaciones como huéspedes. Scarlett explora la dinámica familiar, la mayoría de edad y algunas de las extrañas oportunidades de la ciudad de Nueva York para aquellos que se encuentran trabajando en las artes escénicas y junto a ellas. En su decimoquinto cumpleaños, según la tradición de la familia Martin, Scarlett recibe las llaves de una de las suites de su casa, así como la responsabilidad de mantenerla y cuidar a sus invitados. Scarlett se esfuerza por satisfacer las excéntricas demandas de la primera y aparentemente ahora inquilina permanente de la Suite Empire, la Sra. Amberson, se convirtió en la base de muchas de las experiencias de sus años de formación. Suite Scarlett fue seleccionada por la American Library Association para su lista Best Books for Young Adults 2009, y recibió una reseña destacada por Booklist.
En mayo de 2009, Johnson contribuyó con su historia «La ley de los sospechosos» a Vacations from Hell, una colección de cuentos sobrenaturales sobre el tema de las vacaciones que salieron mal, junto con sus colegas escritoras Libba Bray, Cassandra Clare, Claudia Gray y Sarah Mlynowski.También en 2009, Johnson trabajó como guionista para EA Games, ayudando a desarrollar las versiones para Nintendo DS y PSP del videojuego Harry Potter y el misterio del príncipe .
En febrero de 2010, el octavo libro de Johnson y el segundo título de la serie Scarlett, Scarlett Fever se publicó. Según Johnson, más tarde en junio de 2014, una tercera entrada en la serie de Scarlett estaba en marcha, pero desde entonces no se han hecho públicas más noticias. En el momento de su declaración, ambos títulos estaban recibiendo su primera publicación en el Reino Unido por Hot Key Books, una editorial de Bonnier Group. En septiembre de 2010, Johnson contribuyó con su historia The Children of the Revolution to Zombies vs. Unicorns, editado por Holly Black y Justine Larbalestier . Cada una de las doce historias que aparecen en Zombies vs. Unicorns apuntan a defender su lado respectivo. Otros autores de la antología incluyen a Cassandra Clare, Libba Bray, Meg Cabot, Alaya Dawn Johnson, Carrie Ryan, Scott Westerfeld, Garth Nix, Kathleen Duey, Margo Lanagan, Naomi Novik, Diana Peterfreund y Margo Lanagan.
En septiembre de 2011 publicó The Name of the Star, la décima novela. El primero de los cuatro títulos ambientados en la serie Shades of London, The Name of the Star sigue a la adolescente de Luisiana Rory Deveaux mientras viaja a Londres para comenzar un internado, donde rápidamente se ve arrastrada al centro de un mundo de asesinatos paranormales que los imitan. de Jack el Destripador .
La segunda y tercera novelas de Shades, The Madness Underneath y The Shadow Cabinet, se publicaron en febrero de 2013 y febrero de 2015, respectivamente. Se confirma una próxima novela para concluir la serie, y se espera que se anuncie una fecha de publicación después de enero de 2020.
Mientras tanto, en 2011, Johnson se convirtió en la coordinadora principal de la programación Lit Track de LeakyCon, la experiencia centrada en la literatura para los fanáticos de la ficción para adultos jóvenes en general. Una producción de Mischief Management, LeakyCon es la convención de fanáticos de Harry Potter más grande que se celebra regularmente en América del Norte. Los temas de Lit Track han incluido la importancia de apoyar la diversidad dentro de la literatura para adultos jóvenes, la experiencia de escribir ficción romántica que respete los personajes adolescentes, el uso del pensamiento crítico al examinar las etiquetas que atribuimos a tipos particulares de ficción y paneles que discuten las historias que los autores de ficción popular escribieron por primera vez para sí mismos en su adolescencia.
En marzo de 2014, Johnson fue seleccionada para representar la categoría YA para el Día Mundial del Libro en el Reino Unido con la primera publicación de su novela The Boy in the Smoke, una historia precuela de la serie Shades of London. Ese agosto, The Boy in the Smoke también se lanzó a una audiencia internacional de forma gratuita a través de la plataforma de lectura y escritura de historias en línea Wattpad .
En noviembre de 2014, The Bane Chronicles, una antología de novelas escritas con las autoras de ficción para adultos jóvenes Cassandra Clare y Sarah Rees Brennan, fue lanzada por primera vez en tapa dura por Margaret K. McElderry Books. Antes de su lanzamiento impreso como una antología recopilada, cada título se estrenó inicialmente por separado en formatos de libros electrónicos y audiolibros descargables. The Bane Chronicles está ambientado en el mismo mundo que las series The Mortal Instruments y The Infernal Devices de Clare, con la intención declarada de explorar la vida del «enigmático Magnus Bane», un personaje de Clare cuya «personalidad seductora, estilo extravagante y ingenio agudo ...» se había convertido en un favorito entre los fanáticos. Las principales contribuciones de Johnson a la antología y su primera disponibilidad son las siguientes: The Runaway Queen (mayo de 2013), The Rise of the Hotel Dumort (agosto de 2013), The Fall of the Hotel Dumort (octubre de 2013) y The Last Stand of the New York Institute (diciembre de 2013, coescrito con Clare y Sarah Rees Brennan). The Bane Chronicles ha aparecido en la lista de superventas del New York Times para series infantiles varias veces, a partir de la semana del 7 de julio de 2013.
En noviembre de 2016, Tales from the Shadowhunter Academy, una antología de novelas escritas con otras autoras populares de ficción para adultos jóvenes Cassandra Clare, Sarah Rees Brennan y Robin Wasserman, fue lanzado por primera vez en tapa dura por Margaret K. McElderry Books. Antes de su lanzamiento impreso como una antología recopilada, cada título se estrenó inicialmente por separado en formatos de libros electrónicos y audiolibros descargables. Tales from the Shadowhunter Academy se describe como un epílogo de la serie Mortal Instruments de Clare, que explora las experiencias de Simon Lewis, quien ahora se encuentra despojado de sus recuerdos e inseguro de su identidad, pero decidido a descubrirlo mientras continúa su viaje. Las principales contribuciones de Johnson y su primera disponibilidad son las historias The Whitechapel Fiend (abril de 2015) y The Fiery Trial (septiembre de 2015).
How I Resist: Activism and Hope for a New Generation (Wednesday Books, 2018) es una colección de ensayos, canciones, ilustraciones y entrevistas sobre los temas del activismo y la esperanza, con todas las ganancias del autor donadas para apoyar a la ACLU . Editada por Johnson, e impulsada por su preocupación por ayudar a los lectores jóvenes a explorar cómo podrían responder al clima político en los Estados Unidos después de las elecciones presidenciales de 2016, la antología presenta a treinta artistas de diversas experiencias. Los colaboradores incluyen a Junauda Petrus, Jacqueline Woodson, Malinda Lo, Jason Reynolds, Dana Schwartz, Jodi Picoult, Sabaa Tahir, Hebh Jamal, Javier Muñoz, Libba Bray, John Paul Brammer y más.
Truly Devious (Katherine Tegen Books, 2018) es la primera de una trilogía de novelas de misterio que sigue a Stevie Bell, una verdadera aficionada al crimen que comenzará sus estudios en la exclusiva pero ideal Ellingham Academy en las remotas montañas de Vermont, donde se encuentra preparada para poner su mente en un objetivo principal: resolver uno de los grandes crímenes sin resolver de la historia de Estados Unidos. 
La segunda novela, The Vanishing Stair, se publicó en enero de 2019. La tercera y última novela de la trilogía, La mano en la pared, se publicó en enero de 2020.
Una cuarta novela, y el primer título independiente de la serie, The Box in the Woods se lanzó en junio de 2021. 
Una quinta entrada anticipada pero aún sin nombre, y la segunda novela independiente de la serie fue confirmada por la autora en julio de 2021.

## Presencia, promoción y activismo en las redes sociales
Johnson ha mantenido un sitio web personal sobre su trabajo y experiencias como autora desde 2005, con entradas de blog que datan de agosto de ese año. 
En junio de 2008, se unió a la nueva plataforma de microblogging Twitter como uno de sus primeras usuarias, donde ha comparado sus muchas publicaciones sobre todo, desde las noticias del día hasta buscar en la ciudad de Guildford una bandeja para hornear y desarrollar el hábito de dejar notas adhesivas para que otros las leyeran mientras trabajaba en producciones teatrales.

### Prohibición de libros
En junio de 2007, el padre de un estudiante en Bartlesville, Oklahoma, desafió la presencia de The Bermudez Triangle dentro de la escuela. El padre dejó constancia de que «no me gustó que estuviera allí», refiriéndose a que el libro estaba en la biblioteca. «Simplemente no creo que los materiales homosexuales pertenezcan a nuestras escuelas». Si bien los vetos de libros en los EE. UU. no son infrecuentes, la respuesta de Johnson al enterarse del problema fue publicar rápidamente una entrada de blog en su sitio web pidiendo una mayor transparencia en el proceso de veto del sistema escolar. En un intento por resolver la controversia, la junta escolar no retiró el libro, sino que lo colocó en un área restringida de la biblioteca de la escuela secundaria.
En una entrevista en enero de 2008 en una retrospectiva de la situación, Johnson expresó la preocupación principal de que la censura de historias sobre la base de la identidad de un personaje afectará negativamente a todos los niños, particularmente a aquellos que comparten esa identidad dada. Sobre la copia de la escuela de The Bermudez Triangle que finalmente se colocó en un área restringida, Johnson declaró: «Hacerlo es básicamente decirles a los niños homosexuales: 'Hay algo sucio en ustedes'. Cualquiera que diga eso es el verdadero traficante de inmundicias».

### YA por Obama
En septiembre de 2008, poco antes de las elecciones generales, Johnson lanzó la comunidad de redes sociales políticas inclusivas YA for Obama para apoyar la candidatura presidencial del entonces senador estadounidense Barack Obama. Con la intención de ayudar a organizar el apoyo y el interés de la campaña de Obama entre los jóvenes y brindarles avenidas seguras para que se involucren en el proceso político estadounidense, YA for Obama utilizó la plataforma de publicación comunitaria en línea Ning, e incluyó foros de discusión, contenido generado por usuarios como como videos y fotos, y actualizaciones diarias de blogs escritas por autores populares de ficción para jóvenes adultos. Los contribuyentes incluyeron a Judy Blume, Scott Westerfeld, Lauren Myracle, Cecily von Ziegesar y Megan McCafferty.

### ShelterBox
En febrero de 2011, en respuesta al terremoto en Christchurch , Nueva Zelanda, Johnson recurrió a Twitter en un esfuerzo por recaudar fondos para ShelterBox, una organización benéfica internacional de ayuda en casos de desastre establecida en 2000 en Helston, Cornwall, Reino Unido, que proporciona refugio de emergencia y otras ayudas. artículos para familias de todo el mundo que han perdido sus hogares a causa de desastres o conflictos.
Un ShelterBox (el kit de ayuda en sí mismo) está diseñado para proporcionar a las familias un refugio estable y duradero y un nivel de independencia después de un desastre, e incluye artículos de ayuda de alta calidad elegidos para adaptarse mejor a la situación particular en cuestión. Como lo describió Johnson en ese momento:
Los fondos se recaudaron a través de una llamada general a la acción y la entrega de ARCs firmados (copias de libros para lectores anticipados) y otros materiales literarios a los donantes. Los premios mismos fueron donados por varios autores en apoyo al esfuerzo de ayuda. Se pidió a los donantes que hicieran contribuciones a la organización benéfica directamente, mientras compartían una etiqueta común para que se pudiera rastrear su total como grupo. La cantidad recaudada fue de $ 15,202 USD, suficiente para financiar 16 refugios y suministros.
Semanas más tarde, cuando ocurrió el terremoto y tsunami de Tōhoku de 2011, Johnson regresó a Twitter con otros autores para intentar replicar la ayuda que se recaudó, esta vez con la gente de Japón y cualquier persona directamente afectada por el terremoto y el tsunami en mente. Recaudaron casi la misma cantidad de dinero, un total de $ 14,202 USD, suficiente para que se distribuyeran 14 kits de refugio adicionales a quienes los necesitaban.
En mayo de 2011 en respuesta al tornado en Joplin, Missouri, Johnson y otros autores utilizaron la misma estrategia para recaudar $ 4,913.90 USD adicionales, con fondos divididos entre ShelterBox y la Cruz Roja .
Johnson ha continuado abogando públicamente a través de las redes sociales para concienciar a ShelterBox en momentos de desastre y necesidades particulares.

## Otros proyectos creativos

### VlogBrothers
En enero de 2010, Johnson fue reconocida como la hermana secreta de John Green en el popular canal de YouTube VlogBrothers . Con la revelación de este título honorífico, Johnson asumió el rol de crear videos para el canal durante su baja por maternidad que luego retomó después del nacimiento del segundo hijo de Green en 2013.

### Podcast

#### Welcome to Night Vale
Desde junio de 2014, Johnson ha prestado su voz al personaje Intern Maureen en el podcast de ficción surrealista Welcome to Night Vale, y también ha interpretado ocasionalmente al personaje en vivo en el escenario. 
En junio de 2016, mientras conversaba en 92Y en Nueva York, el cocreador Joseph Fink explicó que el personaje de Intern Maureen fue escrito inicialmente a la imagen de Johnson, pero rápidamente fue asesinado, ya que la muerte es una especie de tradición para la mayoría de los pasantes de la estación de radio Night Vale. Johnson, una fanática del podcast, a su vez lideró una campaña de Twitter en protesta, lo que llevó a Fink y Cranor a aceptar traer de vuelta al personaje con la condición de que Johnson interpretara el papel ella misma. La continua supervivencia de la pasante Maureen se ha convertido desde entonces en una broma constante dentro de las historias. Johnson proporcionó el prólogo de The Great Glowing Coils of the Universe (Harper Perennial, 2016), un volumen recopilado de los primeros guiones de podcasts.

#### Says Who?
En septiembre de 2016, Johnson comenzó a copresentar el podcast Says Who? junto al ex editor, periodista y autor de Punk Planet, Dan Sinker. Autodescrito como una estrategia de afrontamiento, ¿Quién dice? se concibió originalmente como un proyecto de ocho semanas en el que Johnson y Sinker hablarían con expertos políticos sobre cómo estaban sobreviviendo a la cobertura de noticias de las elecciones presidenciales de 2016 . Desde entonces, el podcast ha continuado más allá de los resultados de las elecciones, cambiando a un formato quincenal, luego semanal y luego, por un tiempo, diario en el que los presentadores intentan discutir con humor las noticias del día y, más personalmente, compartir cómo están lidiando como ciudadanos tanto en la era política actual como en la pandemia de COVID-19 .

## Su obra

### Novelas independientes
- La llave del pájaro de fuego dorado (25 de mayo de 2004)
- The Bermudez Triangle (7 de octubre de 2004), luego reeditado en Estados Unidos como A la cuenta de tres (18 de abril de 2013)
- Devilish (7 de septiembre de 2006)
- Girl at Sea (29 de mayo de 2007)
- Let It Snow: Three Holiday Romances (coescrito con John Green y Lauren Myracle ) (2 de octubre de 2008)
- Cruella: Hola, corazón cruel (6 de abril de 2021)[43]

### Novelas en serie

#### 13 pequeños sobres azules
- 13 pequeños sobres azules (23 de agosto de 2005)
- El último sobre azul (26 de abril de 2011)

#### Suite Scarlett
- Suite Scarlett (1 de mayo de 2008)
- Scarlett Fever (1 de febrero de 2010)

#### Sombras de Londres
- El nombre de la estrella (29 de septiembre de 2011)
- The Madness Underneath (26 de febrero de 2013)
- El niño en el humo (precuela del Día Mundial del Libro) (24 de febrero de 2014)
- The Shadow Cabinet (10 de febrero de 2015)

#### Verdaderamente tortuoso
- Truly Devious (16 de enero de 2018)
- The Vanishing Stair (22 de enero de 2019)
- La mano en la pared (21 de enero de 2020)
- The Box in the Woods (15 de junio de 2021)[44]

### Novelas antologizadas

#### Las crónicas de Bane
Coescrito con Cassandra Clare y Sarah Rees Brennan
- The Runaway Queen (21 de mayo de 2013)
- The Rise of the Hotel Dumort (20 de agosto de 2013)
- La caída del hotel Dumort (15 de octubre de 2013)
- The Last Stand of the New York Institute (17 de diciembre de 2013)
- The Bane Chronicles (Edición impresa compilada - 11 de noviembre de 2014)

#### Cuentos de la Academia de Cazadores de Sombras
Coescrito con Cassandra Clare, Sarah Rees Brennan y Robin Wasserman
- The Whitechapel Fiend (21 de abril de 2015)
- The Fiery Trial (22 de septiembre de 2015)
- Tales from the Shadowhunter Academy (Edición impresa compilada - 15 de noviembre de 2016)

#### Fantasmas del mercado de las sombras: una antología de cuentos
Coescrito con Cassandra Clare, Sarah Rees Brennan, Kelly Link y Robin Wasserman
- Every Exquisite Thing (12 de junio de 2018)
- Un amor más profundo (14 de agosto de 2018)
- Ghosts of the Shadow Market: An Anthology of Tales (Edición impresa compilada - 4 de junio de 2019)

### Otras publicaciones

#### Antologías editadas
- Cómo resisto: activismo y esperanza para una nueva generación (15 de mayo de 2018)

#### Cuentos cortos
- «La ley de los sospechosos» en Vacations From Hell (26 de mayo de 2009)
- «Los hijos de la revolución» en Zombies vs. Unicorns (21 de septiembre de 2010)

#### Ensayos
- «Sexo caliente y crianza horrible en sus materiales oscuros» en El mundo de la brújula dorada (28 de enero de 2007)
- «Monstruos estúpidos y niños cirujanos» en Life Inside My Mind: 31 autores comparten sus luchas personales (10 de abril de 2018)

#### Obras breves en apoyo de la Alianza de Harry Potter (solo libro electrónico)
- «1776: Una historia en tweets» se lanzó por primera vez a los donantes de la campaña Equality FTW de HPA (9 de septiembre de 2012)
- «Un estudio en el fregadero» se lanzó por primera vez a los donantes de la campaña Equality FTW 2013 de la HPA (11 de febrero de 2014)
- «The Sign of Tree» se lanzó por primera vez a los donantes de la campaña Equality FTW 2014 de HPA (20 de febrero de 2015)

## Premios y reconocimientos
- 13 pequeños sobres azules - Los diez mejores de ALA[45]
- En 2007 Devilish -nominación al premio Andre Norton[46]
- «Usuario de Twitter más interesante para seguir» Mashable Open Web Awards 2009[47]
- Clasificado como el número 15 de «Los 140 mejores feeds de Twitter de 2011» de TIME[48]
- The Name of the Star - YALSA 2012 Mejor ficción para adultos jóvenes[49] <
- The Name of the Star - Nominación al premio Edgar por excelencia en ficción para adultos jóvenes[50]

- En 2012, The Name of the Star fue nominado para un premio Edgar a la excelencia en la categoría de ficción para adultos jóvenes.[51]

- El 27 de noviembre de 2009, Johnson se convirtió por primera vez en uno de los autores más vendidos del New York Times cuando Let It Snow: Three Holiday Romances (octubre de 2008, Speak) alcanzó el número diez en la lista de libros en rústica para niños.[52] Let It Snow, una novela romántica navideña de historias entrelazadas coescrita con John Green y Lauren Myracle, comienza con «The Jubilee Express» de Johnson. El libro se está adaptando actualmente al cine, y Netflix está programado para su lanzamiento en noviembre de 2019.